# Constructive Alps
Der Constructive Alps ist ein Schweizer Architekturpreis.

## Geschichte
Die Initiatoren des Preises, der seit 2011 vergeben wird, sind die Schweizerische Eidgenossenschaft und das Fürstentum Liechtenstein. Der Architekturpreis ist mit 50’000 Euro dotiert, der unter den ersten drei Plätzen verteilt wird. Der Wettbewerb ist zweistufig. Ausgezeichnet werden nachhaltige Bauten und Sanierungen mit regionalen und ökologischen Baustoffen innerhalb des Alpenraums. Berechtigt sind Architekten und Bauherren, die mit ihren Objekten ökologische und ökonomische, wie auch soziale und kulturelle Kriterien der nachhaltigen Entwicklung umsetzten.

## Preisträger

### 2011 - Konstruktiv – Liechtenstein-Preis
|          | Titel                | Ort      | Architekt         | Bauherr                       |
| -------- | -------------------- | -------- | ----------------- | ----------------------------- |
| 1. Preis | Gemeindehaus Raggal  | Raggal   | Johannes Kaufmann | Gemeinde Raggal               |
| 2. Preis | Umbau Gasthof Krone  | Hittisau | Bernardo Bader    | Helene und Dietmar Nussbaumer |
| 3. Preis | Wohnanlage im Bächli | Teufen   | Dietrich Schwarz  | Sinnergie                     |

### 2013
|             | Titel                              | Ort            | Architekt           | Bauherr                 |
| ----------- | ---------------------------------- | -------------- | ------------------- | ----------------------- |
| 1. Preis    | AgrarBildungsZentrum               | Altmünster     | Fink Thurnher       | Landes Immobilien GmbH  |
| 2. Preis    | Bauernhaus                         | Bartholomäberg | Otto Brugger        | Otto und Katrin Brugger |
| 3. Preis    | Multifunktionszentrum Center Rinka | Solčava        | AU Arhitekti d.o.o. | Občina Solčava          |
| Anerkennung | Cinema Sil Plaz                    | Ilanz          | Capaul & Blumenthal | Verein Cinema Sil Plaz  |

### 2015
Jury: Köbi Gantenbein, Helmut Dietrich, Dominique Gauzin-Müller, Giancarlo Allen, Andi Götz, Robert Mair
|             | Titel                     | Ort              | Architekt                                                  | Bauherr                                                  | Fotografie |
| ----------- | ------------------------- | ---------------- | ---------------------------------------------------------- | -------------------------------------------------------- | ---------- |
| 1. Preis    | Pfarrhaus                 | Krumbach         | Bernardo Bader und Hermann Kaufmann und Bechter Zaffignani | Gemeinde Krumbach                                        |            |
| 2. Preis    | Türalihus                 | Valendas         | Capaul & Blumenthal                                        | Stiftung Ferien im Baudenkmal und Schweizer Heimatschutz |            |
| 3. Preis    | Casa Riga                 | Comano Terme     | Stefania Saracino und Franco Tagliabue Architetti          | Omar und Elisa Bernardi                                  |            |
| Anerkennung | Refuge de l’Aigle         | La Grave         |                                                            |                                                          |            |
| Anerkennung | Zone agricole             | Bonneval-sur-Arc |                                                            |                                                          |            |
| Anerkennung | Stalla Madulain           | Madulain         | Schmidlin Architekten                                      | Andrea und Willi Leimer                                  |            |
| Anerkennung | Solares Direktgewinnhaus  | Zweisimmen       | N11 Architekten                                            | Regula Trachsel, Sascha Schär                            |            |
| Anerkennung | Illwerke Zentrum Montafon | Vandans          | Hermann Kaufmann                                           | Vorarlberger Illwerke                                    |            |
| Anerkennung | Casa Alfio                | Montecrestese    | Paola Gardin                                               | Associazione Canova                                      |            |
| Anerkennung | Planina Laška seč         | Tolmin           |                                                            |                                                          |            |

### 2017
|             | Titel                           | Ort                         | Architekt                                        | Bauherr                                      | Fotografie |
| ----------- | ------------------------------- | --------------------------- | ------------------------------------------------ | -------------------------------------------- | ---------- |
| 1. Preis    | Volksschule                     | Brand                       | Spagolla Zottele Mallin                          | Gemeinde Brand                               |            |
| 2. Preis    | Schaukäserei Kaslab’n Nockberge | Radenthein/Kärnten          | Hohengasser Wirnsberger                          | Genossenschaft Kaslab’n Nockberge            |            |
| 2. Preis    | MPreis                          | St. Martin am Tennengebirge | LP architektur                                   | MPreis Warenvertriebs GmbH                   |            |
| 3. Preis    | Casa sociale di Caltron         | Cles                        | Mirko Franzoso                                   | Comune di Cles                               |            |
| Anerkennung | Umnutzung Hütte Alp Glivers     | Sumvitg                     | Gujan + Pally                                    | Corporaziun d’alps Sumvitg                   |            |
| Anerkennung | Bundesstrafgericht              | Bellinzona                  | Bearth & Deplazes und Durisch + Nolli            | Schweizerische Eidgenossenschaft             |            |
| Anerkennung | Cabane Rambert                  | Leytron                     | Bonnard Woeffray                                 | Club Alpin Suisse                            |            |
| Anerkennung | Stammhaus Egger                 | St. Johann in Tirol         | architekturwerkstatt                             | Fritz Egger                                  |            |
| Anerkennung | Maison du Lac d’Aiguebelette    |                             | Fabriques Architectures Paysages                 | Communauté de Communes du Lac d’Aiguebelette |            |
| Anerkennung | Propstei St. Gerold             | Großes Walsertal            | Hermann Kaufmann                                 | Kloster Einsiedeln                           |            |
| Anerkennung | Raiffeisen Arena Crap Gries     | Schluein                    | Jan Berni und Georg Krähenbühl mit Walter Bieler | US Schluein Ilanz                            |            |

### 2020
- Jury: Köbi Gantenbein, Dominique Gauzin-Müller, Giancarlo Allen, Maruša Zorec, Helmut Dietrich, Anne Beer, Andi Götz, Robert Mair

|                | Titel                          | Ort         | Architekt                              | Bauherr                                  |
| -------------- | ------------------------------ | ----------- | -------------------------------------- | ---------------------------------------- |
| 1. Preis       | Landwirtschaftliches Zentrum   | Salez       | Andy Senn                              |                                          |
| 2. Preis       | Montagehalle Zimmerei Kaufmann | Reuthe      | Johannes Kaufmann                      | Michael Kaufmann GmbH                    |
| 3. Preis       | Berggasthaus Ortstockhaus      | Braunwald   | Althammer Hochuli, Steiger Architekten | OSH Braunwald GmbH                       |
| Publikumspreis | Kongresszentrum Agordo         | Agordo      | Studio Botter, Studio Bressan          | Luxottica Srl                            |
| Anerkennung    | Oeconomie-Gebäude Josef Weiss  | Dornbirn    | Julia Kick                             | Philipp Nußbaumer und Julia Kick         |
| Anerkennung    | Bergkapelle                    | Kendlbruck  | Hannes Sampl                           | Johann Müllner                           |
| Anerkennung    | Bauernhof Contrada Bricconi    | Bergamo     | LabF3 architetti                       | Contrada Bricconi                        |
| Anerkennung    | Wohnhochhaus Le Solaris        | Grenoble    | RODA Architects                        | Actis                                    |
| Anerkennung    | Gemeinschaftshaus St. Ursula   | Brig        | Walliser Architekten                   | Kloster St. Ursula                       |
| Anerkennung    | Gasthaus Hergiswald            | Hergiswald  | Gion A. Caminada                       | Albert Koechlin Stiftung                 |
| Anerkennung    | Gugg 1542                      | Brannenburg | OACHA                                  | Lisbeth Fischbacher und Daniel Hoheneder |

### 2022
- Jury: Köbi Gantenbein, Dominique Gauzin-Müller, Giancarlo Allen, Maruša Zorec, Sonja Hohengasser, Anne Beer, Andi Götz, Robert Mair

|                          | Titel                             | Ort              | Architekt                             | Bauherr                                           |
| ------------------------ | --------------------------------- | ---------------- | ------------------------------------- | ------------------------------------------------- |
| 1. Preis                 | Neubau Schulhaus Feld             | Azmoos           | Felgendreher Olfs Köchling            | Politische Gemeinde Wartau                        |
| 2. Preis                 | Hauptsitz ÖkoFEN Frankreich       | Saint-Baldoph    | Atelier17c architectes                | ÖkoFEN France                                     |
| 2. Preis                 | Wohnüberbauung Ghiringhelli       | Bellinzona       | Oxid Architektur                      | Helsana                                           |
| 3. Preis +Publikumspreis | Generalsanierung Falkenhütte      | Hinterriß        | Architekturbüro Rainer Schmid         | Sektion Oberland des DAV e.V                      |
| Anerkennung              | Ernas Haus am Winderhof           | Dornbirn         | Ludescher + Lutz Architekten          | Familie Winder                                    |
| Anerkennung              | Wohnbau Friedrich-Inhauser-Straße | Salzburg         | cs-architektur mit stijn nagels       | Heimat Österreich                                 |
| Anerkennung              | Bürohaus Küng                     | Alpnach          | Seiler Linhart Architekten            | Küng Holzbau                                      |
| Anerkennung              | Mehrzweckgebäude Fläsch           | Fläsch           | Bearth + Deplazes                     | Politische Gemeinde Fläsch                        |
| Anerkennung              | MATADOR ‐ Schulraumprovisorium    | Vaduz            | Studio SAAL Architekten               | Amt für Bau und Infrastruktur, Land Liechtenstein |
| Anerkennung              | Alpweide in Petosan               | La Thuile        | Brambilla Orsoni Architetti Associati | Eugenio Castiglioni                               |
| Anerkennung              | Haus Šenk                         | Zgornje Jezersko | Marko Šenk                            | Familie Virnik Karničar                           |

## Filmografie
- 2021: Exkursion zum Landwirtschaftlichen Zentrum SG in Salez, Constructive Alps 2020 Gewinner

## Ausstellungen
Das in Bern situierte Alpine Museum der Schweiz konzipiert alle zwei Jahre eine Wanderausstellung zu den prämierten Bauten.

## Bücher
Der Katalog zu den Preisträgern wird im Verlag Hochparterre herausgegeben.
- Köbi Gantenbein (Hrsg.): Bauen in den Alpen: Klimavernünftige Architektur zwischen Ljubljana und Nizza: Ein Architekturführer zur Klimavernunft. Edition Hochparterre, Zürich 2021 mit Beiträgen von Gion A. Caminada und Fotografien von Hans Danuser und Ralph Feiner